# 70-es busz (Salgótarján)
A salgótarjáni 70-es busz a Fáy András körút és a Bányagépgyár (ma: Hősök úti forduló) között közlekedett, Zagyvapálfalva "falusi" részének érintésével csak a Bányagépgyár irányába. Útvonalán szóló autóbuszok közlekedtek a Fáy András körúti terepviszonyok miatt. A járat közvetlen kapcsolatot teremtett a zagyvapálfalvai ipari üzemekkel mint a BRG-vel és a síküveggyárral.

## Megállóhelyei
A táblázatban a megállók régi nevei szerepelnek
| 70 (Fáy András körút – BRG – Bányagépgyár) |                                                                        |                                                        | |
| Sorszám (↓)                                | Megállóhely                                                            | Feltételezett átszállási kapcsolatok                   | Feltételezett átszállási kapcsolatok                                                                                             |
| Sorszám (↓)                                | Megállóhely                                                            | a járat bevezetésekor                                  | a járat megszűnésekor |
| 0                                          | Fáy András körút 90. a járat indulásakor:Kemerovo körút E/4 végállomás | 7, 7A, M7A                                             | 7, 7A, 75 |
| 1                                          | Kiskörúti elágazó a járat indulásakor:Kemerovo lakótelep, iskola       | 7, 7A, M7A                                             | 7, 7A, 75 |
| 1                                          | Fáy András körút 20. a járat indulásakor:Kemerovo körút C/1.           | 7, 7A, M7A                                             | 7, 7A, 75 |
| 2                                          | Kercseg út 35.                                                         | 7, 7A, M7A                                             | 7, 7A, 75 |
| 3                                          | Rendelőintézet a járat indulásakor:SZTK                                | 6, M6, 7A, M7A, 11, 11A, 11B                           | 6, 7A, 11, 11A, 11B, 19, 36, 46, 61, 63, 63Y, 63A                                                                                |
| 4                                          | Megyei Kórház                                                          | 6, M6, 7A, M7A, 11, 11A, 11B                           | 6, 7A, 11, 11A, 11B, 19, 36, 46, 61, 63, 63Y, 63A                                                                                |
| 5                                          | Füleki út                                                              | 1, M1, M3, M4, 6, M6, 7A, M7A, 11, 11A, 11B, 14        | 1, 1B, 6, 7A, 11, 11A, 11B, 13, 13A, 14, 15, 19, 31, 36, 46, 61, 63, 63Y, 63A                                                    |
| 6                                          | Főtér                                                                  | 1, M1, M3, M4, 6, M6, 7A, 11, 11A, 11B, 14             | 1, 1B, 6, 7A, 11, 11A, 11B, 13, 13A, 14, 15, 19, 31, 36, 46, 61, 63, 63Y, 63A                                                    |
| 7                                          | Megyeháza a járat indulásakor:Megyei Tanács                            | M1, 2, 2A, 2B, 3, 3A, 3B, 3Y, M3, 4, M4, M6, 9, 10, 14 | 1, 1B, 3C, 3G, 5, 6, 7, 7A, 8, 11, 11A, 11B, 13, 13A, 14, 15, 19, 25, 36, 46, 58, 61, 63, 63Y, 63A, 75                           |
| 8                                          | Tűzhelygyár a járat indulásakor:Tűzhelygyári kultúrotthon              | M1, 2, 2A, 2B, 3, 3A, 3B, 3Y, M3, 4, M4, M6, 9, 10, 14 | 1, 1B, 2A, 2T, 3C, 3G, 5, 6, 7, 7A, 8, 11, 11A, 11B, 13, 13A, 14, 15, 19, 25, 36, 46, 58, 61, 63, 63Y, 63A, 75                   |
| 8                                          | Tűzhelygyár alsó a járat indulásakor:Tűzhelygyár                       | M1, 3, 3A, 3B, 3Y, M3, 4, M4, M6, 9, 10, 14            | 1, 1B, 2A, 2T, 3C, 3G, 5, 6, 7, 7A, 8, 11, 11A, 11B, 13, 13A, 14, 15, 19, 25, 36, 46, 58, 61, 63, 63Y, 63A, 75                   |
| 9                                          | Külső pályaudvar                                                       | M1, 3, 3A, 3B, 3Y, M3, 4, M4, M6, 9, 10, 14            | 1, 1B, 2A, 2T, 3C, 3G, 4, 5, 6, 7, 7A, 8, 9, 9A, 9B, 10, 11, 11A, 11B, 13, 13A, 14, 15, 19, 25, 36, 46, 58, 61, 63, 63Y, 63A, 75 |
| 10                                         | Volán Központ                                                          | M1, 3, 3A, 3B, 3Y, M3, M6, 9, 10                       | 9, 9A, 9B, 10, 13, 13A, 19, 36, 63, 63Y, 63A                                                                                     |
| 11                                         | BRG                                                                    | 3, 3A, 3Y, 10                                          | 10, 13, 63, 63Y, 63A |
| 12                                         | Földhivatal                                                            | 3, 3A, 3Y, 10                                          | 10, 13, 63, 63Y, 63A |
| 13                                         | Újtelepi elágazó                                                       | 3, 3A, 3Y, 10                                          | 10, 13, 63, 63Y, 63A |
| 12                                         | Zagyvapálfalva vasútállomás                                            | 3, 3A, 3Y                                              | 63, 63Y, 63A |
| 13                                         | Szécsényi útelágazás                                                   | 3, 3A, 3Y, 9                                           | 9, 9A, 9B, 63, 63Y, 63A |
| 14                                         | Síküveggyár                                                            | 3, 3A, 3Y, 9                                           | 9, 9A, 9B, 63, 63Y, 63A |
| 14                                         | Zagyvapálfalva, felüljáró                                              | 3, 3A, 3Y, 9                                           | 9, 9A, 9B, 63, 63Y, 63A |
| 15                                         | Arany János Iskola                                                     | M1, 3, 3B, 3C, M3, M6                                  | 3C, 13A, 36, 63 |
| 16                                         | Déryné út                                                              | M1, 3, 3B, 3C, M3, M6                                  | 3C, 13A, 36, 63 |
| 17                                         | Bányagépgyár, Kultúrotthon                                             | M1, 3, 3B, 3C, M3, M6                                  | 3C, 13A, 36, 63 |
| 18                                         | Bányagépgyár                                                           | M1, 3, 3B, 3C, M3, M6                                  | 3C, 13A, 36, 63 |